# تشاه كند (باقران)
تشاه كند (بالفارسية: چهکند) هي مستوطنة تقع في إيران في قسم باقران الريفي. يقدر عدد سكانها بـ 898 نسمة .